# Prefissi telefonici italiani
I prefissi telefonici italiani della rete telefonica italiana furono stabiliti col primo piano regolatore telefonico nazionale (PRTN) del 1957.
Ad oggi in Italia vi sono:
- 21 compartimenti;
- 232 distretti;
- 696 aree locali.

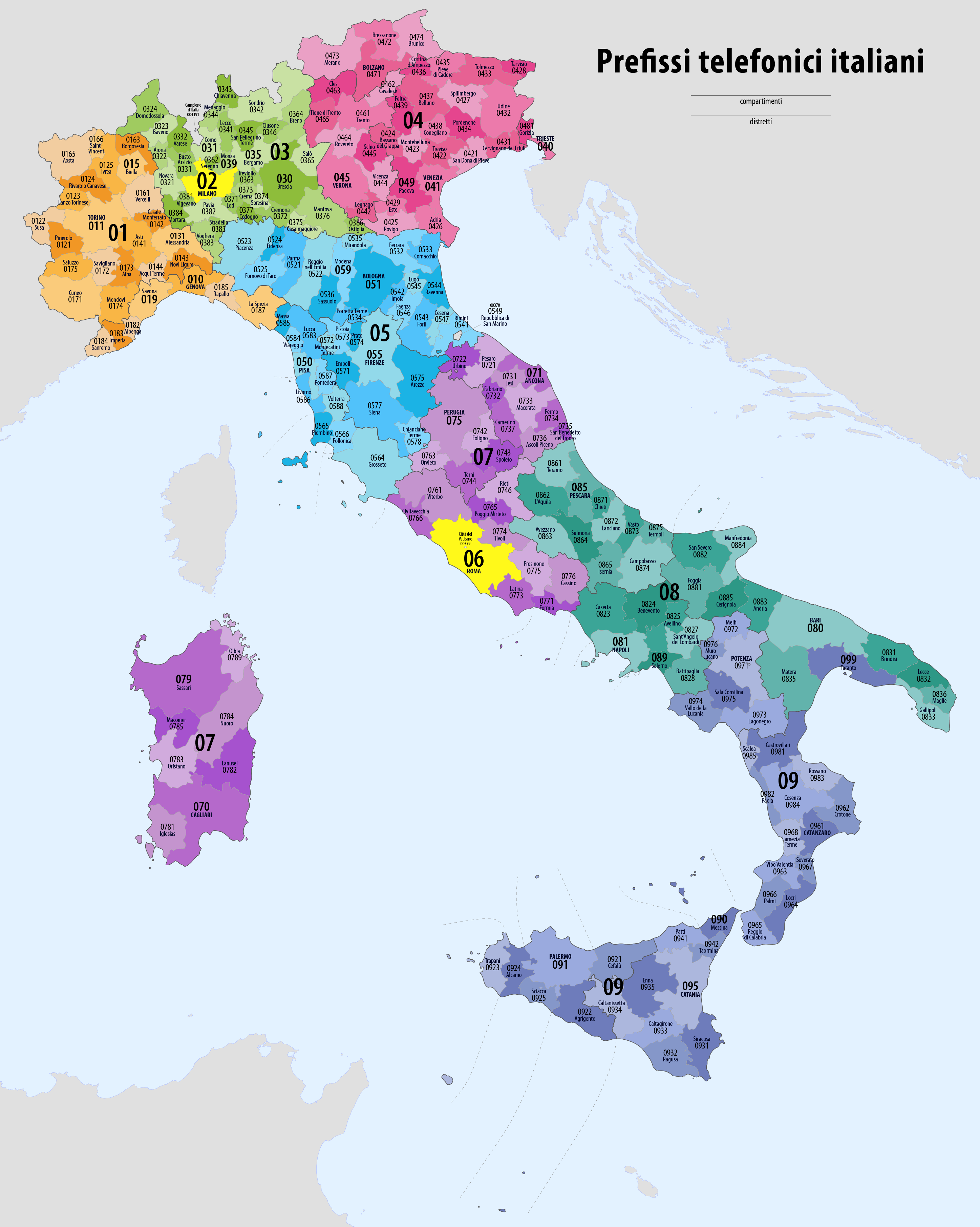
Mappa dei distretti telefonici italiani e relativi prefissi

Segue l'elenco dei 232 indicativi distrettuali che compongono il piano di numerazione nazionale della rete fissa in Italia in base al PRTN del 2000.
Il prefisso internazionale per l'Italia è +39. Il comune di Campione d'Italia, exclave italiana nel territorio svizzero, fa uso della rete telefonica svizzera e pertanto utilizza il prefisso internazionale elvetico (+41), ad eccezione del centralino comunale.   

Fanno invece parte della rete telefonica italiana gli stati sovrani della Repubblica di San Marino (dotata di un proprio distretto con prefisso 0549) e della Città del Vaticano (che utilizza il prefisso 06, proprio del distretto di Roma) e l'alta valle Stretta nel comune francese di Névache (che fa parte del distretto di Susa, con prefisso 0122).
| Prefisso | Compartimento     | Distretto                     | Altre città | Aree locali | Provincia                  |
| -------- | ----------------- | ----------------------------- | --- | --- | -------------------------- |
| 004191   | Lugano (Svizzera) | Campione d'Italia (CO)        | | Campione d'Italia | CO                         |
| 010      | Genova            | Genova                        | | Arenzano, Busalla, Genova | GE, AL                     |
| 011      | Torino            | Torino                        | Moncalieri (TO), Rivoli (TO) | Avigliana, Carmagnola, Caselle Torinese, Chieri, Chivasso, Cirié, Gassino Torinese, None, Orbassano, Rivoli, Torino, Vinovo, Volpiano | TO, AT, CN                 |
| 0121     | Torino            | Pinerolo (TO)                 | | Pinerolo | TO                         |
| 0122     | Torino            | Susa (TO)                     | | Susa | TO                         |
| 0123     | Torino            | Lanzo Torinese (TO)           | | Lanzo Torinese | TO                         |
| 0124     | Torino            | Rivarolo Canavese (TO)        | | Rivarolo Canavese | TO                         |
| 0125     | Torino            | Ivrea (TO)                    | | Ivrea, Pont-Saint-Martin | TO, AO                     |
| 0131     | Torino            | Alessandria                   | | Alessandria, Tortona | AL                         |
| 0141     | Torino            | Asti                          | | Asti, Canelli, Montechiaro d'Asti, Nizza Monferrato, Villafranca d'Asti | AT, AL, CN                 |
| 0142     | Torino            | Casale Monferrato (AL)        | | Casale Monferrato | AL                         |
| 0143     | Torino            | Novi Ligure (AL)              | | Novi Ligure, Ovada | AL                         |
| 0144     | Torino            | Acqui Terme (AL)              | | Acqui Terme | AL, AT                     |
| 015      | Torino            | Biella                        | | Biella, Valle Mosso | BI, VC                     |
| 0161     | Torino            | Vercelli                      | | Cigliano, Santhià, Vercelli | VC, BI, NO, TO             |
| 0163     | Torino            | Borgosesia (VC)               | | Borgosesia, Gattinara, Varallo | VC, BI, NO, VB             |
| 0165     | Torino            | Aosta                         | | Aosta, Courmayeur, Quart, Villeneuve | AO                         |
| 0166     | Torino            | Saint-Vincent (AO)            | | Saint-Vincent | AO                         |
| 0171     | Torino            | Cuneo                         | | Busca, Cuneo, Limone Piemonte | CN                         |
| 0172     | Torino            | Savigliano (CN)               | | Bra, Fossano, Racconigi, Savigliano | CN                         |
| 0173     | Torino            | Alba (CN)                     | | Alba | CN                         |
| 0174     | Torino            | Mondovì (CN)                  | | Ceva, Mondovì | CN                         |
| 0175     | Torino            | Saluzzo (CN)                  | | Barge, Saluzzo | CN                         |
| 0182     | Genova            | Albenga (SV)                  | | Alassio, Albenga, Ceriale | SV                         |
| 0183     | Genova            | Imperia                       | | Imperia | IM                         |
| 0184     | Genova            | Sanremo (IM)                  | | Sanremo, Taggia, Ventimiglia | IM                         |
| 0185     | Genova            | Rapallo (GE)                  | | Chiavari, Rapallo, Recco | GE                         |
| 0187     | Genova            | La Spezia                     | | Aulla, La Spezia, Levanto, Sarzana | SP, MS                     |
| 019      | Genova            | Savona                        | | Carcare, Finale Ligure, Savona, Varazze | SV, AL                     |
| 02       | Milano            | Milano                        | Sesto San Giovanni (MI), Cinisello Balsamo (MI), Rho (MI) | Abbiategrasso, Binasco, Cernusco sul Naviglio, Gorgonzola, Locate di Triulzi, Magenta, Melegnano, Milano, Paullo, Rho, Saronno, Sedriano, Senago, Trezzo sull'Adda | MI, BG, CO, LO, MB, PV, VA |
| 030      | Milano            | Brescia                       | | Brescia, Chiari, Desenzano del Garda, Gottolengo, Iseo, Leno, Montichiari, Palazzolo sull'Oglio, Rovato, Sarezzo, Verolanuova | BS                         |
| 031      | Milano            | Como                          | | Appiano Gentile, Asso, Cantù, Como, Erba, Mariano Comense, Molteno, Solbiate, Carugo | CO, LC                     |
| 0321     | Milano            | Novara                        | | Novara, Oleggio, Trecate | NO                         |
| 0322     | Milano            | Arona (NO)                    | | Arona, Borgomanero | NO, VB                     |
| 0323     | Milano            | Baveno (VB)                   | Verbania | Baveno, Verbania | VB, NO                     |
| 0324     | Milano            | Domodossola (VB)              | | Domodossola | VB                         |
| 0331     | Milano            | Busto Arsizio (VA)            | Gallarate (VA), Legnano (MI) | Busto Arsizio, Gallarate, Legnano | VA, CO, MI, NO             |
| 0332     | Milano            | Varese                        | | Besozzo, Cunardo, Laveno-Mombello, Luino, Varese | VA                         |
| 0341     | Milano            | Lecco                         | | Barzio, Bellano, Calolziocorte, Lecco | LC                         |
| 0342     | Milano            | Sondrio                       | | Morbegno, Sondrio, Tirano | SO                         |
| 0343     | Milano            | Chiavenna (SO)                | | Chiavenna | SO                         |
| 0344     | Milano            | Menaggio (CO)                 | | Menaggio | CO                         |
| 0345     | Milano            | San Pellegrino Terme (BG)     | | San Pellegrino Terme | BG                         |
| 0346     | Milano            | Clusone (BG)                  | | Clusone | BG                         |
| 035      | Milano            | Bergamo                       | | Albino, Bergamo, Bonate Sotto, Cisano Bergamasco, Fiorano al Serio, Grumello del Monte, Lovere, Sarnico, Verdellino | BG, BS, LC                 |
| 0362     | Milano            | Seregno (MB)                  | | Carate Brianza, Cesano Maderno, Seregno, Giussano | MB                         |
| 0363     | Milano            | Treviglio (BG)                | | Romano di Lombardia, Treviglio | BG, CR, MI                 |
| 0364     | Milano            | Breno (BS)                    | | Breno, Darfo Boario Terme, Edolo | BS                         |
| 0365     | Milano            | Salò (BS)                     | | Salò, Vestone | BS                         |
| 0371     | Milano            | Lodi                          | | Lodi | LO, MI                     |
| 0372     | Milano            | Cremona                       | | Cremona, Vescovato | CR                         |
| 0373     | Milano            | Crema (CR)                    | | Crema | CR                         |
| 0374     | Milano            | Soresina (CR)                 | | Soresina | CR                         |
| 0375     | Milano            | Casalmaggiore (CR)            | | Casalmaggiore | CR, MN                     |
| 0376     | Milano            | Mantova                       | | Asola, Bozzolo, Guidizzolo, Mantova, Suzzara Casalmoro | MN, CR                     |
| 0377     | Milano            | Codogno (LO)                  | | Codogno | LO                         |
| 0381     | Milano            | Vigevano (PV)                 | | Vigevano | PV                         |
| 0382     | Milano            | Pavia                         | | Garlasco, Pavia, Santa Cristina e Bissone | PV                         |
| 0383     | Milano            | Voghera (PV)                  | | Casteggio, Varzi, Voghera | PV                         |
| 0384     | Milano            | Mortara (PV)                  | | Mede, Mortara | PV                         |
| 0385     | Milano            | Stradella (PV)                | | Stradella | PV                         |
| 0386     | Milano            | Ostiglia (MN)                 | | Ostiglia | MN                         |
| 039      | Milano            | Monza                         | | Merate, Monza, Vimercate | MB, LC                     |
| 040      | Trieste           | Trieste                       | | Trieste | TS                         |
| 041      | Venezia           | Venezia                       | Chioggia (VE) | Chioggia, Dolo, Mirano, Mogliano Veneto, Noale, Scorzè, Spinea, Venezia | VE, TV                     |
| 0421     | Venezia           | San Donà di Piave (VE)        | | Jesolo, Portogruaro, San Donà di Piave | VE, TV                     |
| 0422     | Venezia           | Treviso                       | | Oderzo, Roncade, Treviso | VE, TV                     |
| 0423     | Venezia           | Montebelluna (TV)             | | Castelfranco Veneto, Montebelluna | TV                         |
| 0424     | Venezia           | Bassano del Grappa (VI)       | | Asiago, Bassano del Grappa, Marostica | VI                         |
| 0425     | Venezia           | Rovigo                        | | Badia Polesine, Lendinara, Rovigo | RO, PD                     |
| 0426     | Venezia           | Adria (RO)                    | | Adria, Porto Viro | RO, VE                     |
| 0427     | Venezia           | Spilimbergo (PN)              | | Spilimbergo | PN, UD                     |
| 0428     | Venezia           | Tarvisio (UD)                 | | Tarvisio | UD                         |
| 0429     | Venezia           | Este (PD)                     | | Este, Monselice, Montagnana | PD                         |
| 0431     | Venezia           | Cervignano del Friuli (UD)    | | Cervignano del Friuli, Latisana, Lignano Sabbiadoro | UD, GO, VE                 |
| 0432     | Venezia           | Udine                         | | Cividale del Friuli, Codroipo, Gemona del Friuli, Palmanova, Udine | UD, PN                     |
| 0433     | Venezia           | Tolmezzo (UD)                 | | Comeglians, Tolmezzo | UD                         |
| 0434     | Venezia           | Pordenone                     | | Pordenone, Prata di Pordenone, Sacile, San Vito al Tagliamento | PN, TV                     |
| 0435     | Venezia           | Pieve di Cadore (BL)          | | Pieve di Cadore | BL, UD                     |
| 0436     | Venezia           | Cortina d'Ampezzo (BL)        | | Cortina d'Ampezzo | BL                         |
| 0437     | Venezia           | Belluno                       | | Agordo, Belluno, Sedico | BL                         |
| 0438     | Venezia           | Conegliano (TV)               | | Conegliano, Pieve di Soligo, Vittorio Veneto | TV                         |
| 0439     | Venezia           | Feltre (BL)                   | | Feltre, Fiera di Primiero | BL, TN                     |
| 0442     | Verona            | Legnago (VR)                  | | Cerea, Legnago | VR                         |
| 0444     | Verona            | Vicenza                       | | Arzignano, Montecchio Maggiore, Sossano, Vicenza | VI                         |
| 0445     | Verona            | Schio (VI)                    | | Schio, Thiene, Valdagno | VI                         |
| 045      | Verona            | Verona                        | | Bovolone, Bussolengo, Costermano sul Garda, Isola della Scala, Peschiera del Garda, San Bonifacio, San Pietro in Cariano, Tregnago, Verona, Villafranca di Verona | VR                         |
| 0461     | Verona            | Trento                        | | Mezzolombardo, Pergine Valsugana, Trento | TN                         |
| 0462     | Verona            | Cavalese (TN)                 | | Cavalese | TN                         |
| 0463     | Verona            | Cles (TN)                     | | Cles | TN, BZ                     |
| 0464     | Verona            | Rovereto (TN)                 | | Riva del Garda, Rovereto | TN                         |
| 0465     | Verona            | Tione di Trento (TN)          | | Tione di Trento | TN                         |
| 0471     | Bolzano           | Bolzano                       | | Bolzano, Egna, Ortisei | BZ                         |
| 0472     | Bolzano           | Bressanone (BZ)               | | Bressanone | BZ                         |
| 0473     | Bolzano           | Merano (BZ)                   | | Merano, Silandro | BZ                         |
| 0474     | Bolzano           | Brunico (BZ)                  | | Brunico | BZ                         |
| 0481     | Trieste           | Gorizia                       | | Gorizia, Monfalcone | GO                         |
| 049      | Venezia           | Padova                        | | Camposampiero, Cittadella, Conselve, Padova, Piove di Sacco, Teolo | PD, VE                     |
| 050      | Pisa              | Pisa                          | | Cascina, Pisa | PI                         |
| 051      | Bologna           | Bologna                       | | Bazzano, Bologna, Budrio, Castel San Pietro Terme, Cento, Malalbergo, San Giorgio di Piano, San Giovanni in Persiceto, Sasso Marconi | BO, FE                     |
| 0521     | Bologna           | Parma                         | | Collecchio, Langhirano, Parma, San Secondo Parmense | PR                         |
| 0522     | Bologna           | Reggio Emilia                 | | Castelnovo ne' Monti, Guastalla, Reggio Emilia | RE                         |
| 0523     | Bologna           | Piacenza                      | | Bettola, Castel San Giovanni, Fiorenzuola d'Arda, Monticelli d'Ongina, Piacenza | PC                         |
| 0524     | Bologna           | Fidenza (PR)                  | | Fidenza | PR                         |
| 0525     | Bologna           | Fornovo di Taro (PR)          | | Borgo Val di Taro, Fornovo di Taro | PR                         |
| 0532     | Bologna           | Ferrara                       | | Argenta, Bondeno, Copparo, Ferrara | FE                         |
| 0533     | Bologna           | Comacchio (FE)                | | Comacchio | FE                         |
| 0534     | Bologna           | Alto Reno Terme (BO)          | | Porretta Terme | BO                         |
| 0535     | Bologna           | Mirandola (MO)                | | Mirandola | MO                         |
| 0536     | Bologna           | Sassuolo (MO)                 | | Maranello, Pievepelago, Sassuolo | MO, RE                     |
| 0541     | Bologna           | Rimini                        | | Cattolica, Rimini, Savignano sul Rubicone | RN, FC, PU                 |
| 0542     | Bologna           | Imola (BO)                    | | Imola | BO                         |
| 0543     | Bologna           | Forlì                         | | Forlì | FC                         |
| 0544     | Bologna           | Ravenna                       | | Cervia, Ravenna | RA                         |
| 0545     | Bologna           | Lugo (RA)                     | | Bagnacavallo, Lugo | RA                         |
| 0546     | Bologna           | Faenza (RA)                   | | Faenza | RA, FC                     |
| 0547     | Bologna           | Cesena                        | | Cesena, Cesenatico | FC                         |
| 0549     | Bologna           | Repubblica di San Marino      | San Marino (SM) | Repubblica di San Marino | SM                         |
| 055      | Firenze           | Firenze                       | | Borgo San Lorenzo, Firenze, Pontassieve, San Giovanni Valdarno, Signa | FI, AR, PO                 |
| 0564     | Pisa              | Grosseto                      | | Arcidosso, Grosseto, Orbetello, Roccastrada | GR                         |
| 0565     | Pisa              | Piombino (LI)                 | | Piombino, Portoferraio | LI, PI                     |
| 0566     | Pisa              | Follonica (GR)                | | Follonica | GR                         |
| 0571     | Firenze           | Empoli (FI)                   | | Empoli, San Miniato | FI, PI                     |
| 0572     | Firenze           | Montecatini Terme (PT)        | | Montecatini Terme | PT, LU                     |
| 0573     | Firenze           | Pistoia                       | | Pistoia | PT                         |
| 0574     | Firenze           | Prato                         | | Prato | PO, PT                     |
| 0575     | Firenze           | Arezzo                        | | Arezzo, Cortona, Sansepolcro | AR                         |
| 0577     | Firenze           | Siena                         | | Abbadia San Salvatore, Poggibonsi, Siena, Sinalunga | SI                         |
| 0578     | Firenze           | Chianciano Terme (SI)         | | Chianciano Terme, Chiusi | SI, PG                     |
| 0583     | Pisa              | Lucca                         | | Altopascio, Barga, Castelnuovo di Garfagnana, Lucca | LU                         |
| 0584     | Pisa              | Viareggio (LU)                | | Pietrasanta, Viareggio | LU                         |
| 0585     | Pisa              | Massa                         | Carrara | Massa | MS                         |
| 0586     | Pisa              | Livorno                       | | Cecina, Livorno, Rosignano Marittimo | LI, PI                     |
| 0587     | Pisa              | Pontedera (PI)                | | Pontedera | PI                         |
| 0588     | Pisa              | Volterra (PI)                 | | Volterra | PI                         |
| 059      | Bologna           | Modena                        | Carpi (MO) | Carpi, Castelfranco Emilia, Modena, Vignola | MO                         |
| 06       | Roma              | Roma                          | Città del Vaticano (CV), Fiumicino (RM), Pomezia (RM), Velletri (RM) | Albano Laziale, Anzio, Bracciano, Castelnuovo di Porto, Colleferro, Frascati, Ladispoli, Monterotondo, Palestrina, Pomezia, Roma, Velletri | RM, LT, VT, CV             |
| 070      | Cagliari          | Cagliari                      | Quartu Sant'Elena (CA) | Cagliari, Decimomannu, Sanluri, Senorbì | CA, SU                     |
| 071      | Ancona            | Ancona                        | | Ancona, Loreto, Osimo, Senigallia | AN, MC                     |
| 0721     | Ancona            | Pesaro                        | Fano (PU) | Cagli, Fano, Mondolfo, Pesaro | PU                         |
| 0722     | Ancona            | Urbino                        | | Urbino | PU                         |
| 0731     | Ancona            | Jesi (AN)                     | | Jesi | AN                         |
| 0732     | Ancona            | Fabriano (AN)                 | | Fabriano | AN                         |
| 0733     | Ancona            | Macerata                      | | Civitanova Marche, Macerata, Tolentino | MC                         |
| 0734     | Ancona            | Fermo                         | | Fermo, Sant'Elpidio a Mare | FM, AP                     |
| 0735     | Ancona            | San Benedetto del Tronto (AP) | | San Benedetto del Tronto | AP                         |
| 0736     | Ancona            | Ascoli Piceno                 | | Ascoli Piceno, Castel di Lama | AP, FM                     |
| 0737     | Ancona            | Camerino (MC)                 | | Camerino | MC                         |
| 0742     | Perugia           | Foligno (PG)                  | | Foligno | PG                         |
| 0743     | Perugia           | Spoleto (PG)                  | | Spoleto | PG                         |
| 0744     | Perugia           | Terni                         | | Amelia, Narni, Terni | TR, RI                     |
| 0746     | Roma              | Rieti                         | | Amatrice, Borgorose, Rieti | RI                         |
| 075      | Perugia           | Perugia                       | | Assisi, Città di Castello, Gubbio, Magione, Marsciano, Perugia, Todi | PG, TR                     |
| 0761     | Roma              | Viterbo                       | | Civita Castellana, Montefiascone, Ronciglione, Soriano nel Cimino, Valentano, Viterbo | VT, RM                     |
| 0763     | Perugia           | Orvieto (TR)                  | | Orvieto | TR, VT                     |
| 0765     | Roma              | Poggio Mirteto (RI)           | | Poggio Mirteto, Poggio Moiano | RI, RM                     |
| 0766     | Roma              | Civitavecchia (RM)            | | Civitavecchia, Tarquinia | RM, VT                     |
| 0771     | Roma              | Formia (LT)                   | | Fondi, Formia, Minturno | LT                         |
| 0773     | Roma              | Latina                        | | Latina, Priverno, Sabaudia, Terracina | LT                         |
| 0774     | Roma              | Tivoli (RM)                   | Guidonia Montecelio (RM) | Subiaco, Tivoli | RM                         |
| 0775     | Roma              | Frosinone                     | | Ceccano, Fiuggi, Frosinone | FR                         |
| 0776     | Roma              | Cassino (FR)                  | | Atina, Cassino, Pontecorvo, Sora | FR                         |
| 0781     | Cagliari          | Iglesias (SU)                 | Carbonia | Carbonia, Iglesias, Narcao | SU                         |
| 0782     | Cagliari          | Lanusei (NU)                  | | Lanusei | NU, SU, OR                 |
| 0783     | Cagliari          | Oristano                      | | Oristano, Terralba, Masullas | OR, SU                     |
| 0784     | Cagliari          | Nuoro                         | | Nuoro, Siniscola, Sorgono | NU, SS                     |
| 0785     | Cagliari          | Macomer (NU)                  | | Macomer | NU, OR                     |
| 0789     | Cagliari          | Olbia (SS)                    | | Olbia, Palau | SS                         |
| 079      | Cagliari          | Sassari                       | Alghero, Porto Torres (SS) | Alghero, Ozieri, Sassari, Tempio Pausania, Thiesi | SS, NU                     |
| 080      | Bari              | Bari                          | Altamura (BA), Molfetta (BA), Bitonto (BA), Bisceglie (BT) | Acquaviva delle Fonti, Alberobello, Altamura, Bari, Bitetto, Bitonto, Casamassima, Fasano, Gioia del Colle, Martina Franca, Molfetta, Monopoli, Palo del Colle, Putignano, Rutigliano, Ruvo di Puglia, Triggiano                                                                                  | BA, BR, BT, TA             |
| 081      | Napoli            | Napoli                        | Afragola (NA), Aversa (CE), Casoria (NA), Castellammare di Stabia (NA), Giugliano in Campania (NA), Pozzuoli (NA), Torre del Greco (NA), Marano di Napoli (NA), Portici (NA), Ercolano (NA), Acerra (NA), Scafati (SA), Casalnuovo di Napoli (NA) | Afragola, Aversa, Capri, Casal di Principe, Castellammare di Stabia, Crispano, Caivano,Frattamaggiore, Giugliano in Campania, Ischia, Napoli, Nocera Inferiore, Nola, Ottaviano, Pomigliano d'Arco, Pozzuoli, Sant'Anastasia, San Giuseppe Vesuviano, Sorrento, Torre Annunziata, Torre del Greco | NA, AV, CE, SA             |
| 0823     | Napoli            | Caserta                       | | Caserta, Piedimonte Matese, Santa Maria Capua Vetere, Sessa Aurunca, Teano | CE, BN                     |
| 0824     | Napoli            | Benevento                     | | Benevento, Cerreto Sannita, Foiano di Val Fortore, Telese Terme | BN, AV                     |
| 0825     | Napoli            | Avellino                      | | Ariano Irpino, Avellino, Prata di Principato Ultra, Solofra | AV                         |
| 0827     | Napoli            | Sant'Angelo dei Lombardi (AV) | | Montella, Sant'Angelo dei Lombardi, Vallata | AV                         |
| 0828     | Napoli            | Battipaglia (SA)              | | Battipaglia, Capaccio Paestum, Contursi Terme | SA                         |
| 0831     | Bari              | Brindisi                      | | Brindisi, Francavilla Fontana, Mesagne, Ostuni, San Pietro Vernotico, San Vito dei Normanni | BR                         |
| 0832     | Bari              | Lecce                         | | Campi Salentina, Lecce, Vernole | LE                         |
| 0833     | Bari              | Gallipoli (LE)                | | Alessano, Gallipoli, Nardò, Parabita | LE                         |
| 0835     | Bari              | Matera                        | | Ferrandina, Grassano, Matera, Pisticci, Scanzano Jonico | MT                         |
| 0836     | Bari              | Maglie (LE)                   | | Galatina, Maglie, Poggiardo | LE                         |
| 085      | Pescara           | Pescara                       | | Giulianova, Penne, Pescara, Scafa, Silvi, Torre de' Passeri | PE, TE, CH                 |
| 0861     | Pescara           | Teramo                        | | Alba Adriatica, Bisenti, Nereto, Teramo | TE                         |
| 0862     | Pescara           | L'Aquila                      | | L'Aquila, San Demetrio ne' Vestini | AQ                         |
| 0863     | Pescara           | Avezzano (AQ)                 | | Avezzano, Pescina, Tagliacozzo | AQ                         |
| 0864     | Pescara           | Sulmona (AQ)                  | | Roccaraso, Sulmona | AQ                         |
| 0865     | Pescara           | Isernia                       | | Agnone, Isernia, Venafro | IS                         |
| 0871     | Pescara           | Chieti                        | | Chieti, Guardiagrele | CH                         |
| 0872     | Pescara           | Lanciano (CH)                 | | Atessa, Lanciano | CH                         |
| 0873     | Pescara           | Vasto (CH)                    | | Casalbordino, Vasto | CH                         |
| 0874     | Pescara           | Campobasso                    | | Bojano, Campobasso, Larino, Trivento | CB, IS                     |
| 0875     | Pescara           | Termoli (CB)                  | | Termoli | CB                         |
| 0881     | Bari              | Foggia                        | | Bovino, Foggia, Lucera, Motta Montecorvino | FG                         |
| 0882     | Bari              | San Severo (FG)               | | San Marco in Lamis, San Severo, San Nicandro Garganico | FG                         |
| 0883     | Bari              | Andria                        | Barletta, Trani | Andria, Canosa di Puglia, Trinitapoli | BT                         |
| 0884     | Bari              | Manfredonia (FG)              | | Manfredonia, Vico del Gargano | FG                         |
| 0885     | Bari              | Cerignola (FG)                | | Ascoli Satriano, Candela, Carapelle, Cerignola, Ordona, Orta Nova, Rocchetta Sant'Antonio, Stornara, Stornarella | FG                         |
| 089      | Napoli            | Salerno                       | Cava de' Tirreni (SA) | Amalfi, Baronissi, Salerno | SA                         |
| 090      | Catania           | Messina                       | | Barcellona Pozzo di Gotto, Messina, Milazzo, Spadafora | ME                         |
| 091      | Palermo           | Palermo                       | | Bagheria, Carini, Lercara Friddi, Misilmeri, Palermo, Partinico, Termini Imerese, Villafrati | PA                         |
| 0921     | Palermo           | Cefalù (PA)                   | | Cefalù, Petralia Sottana, Santo Stefano di Camastra | PA, ME                     |
| 0922     | Palermo           | Agrigento                     | | Agrigento, Alessandria della Rocca, Canicattì, Casteltermini, Licata, Palma di Montechiaro | AG, CL                     |
| 0923     | Palermo           | Trapani                       | Marsala (TP), Mazara del Vallo (TP) | Marsala, Mazara del Vallo, Trapani | TP                         |
| 0924     | Palermo           | Alcamo (TP)                   | | Alcamo, Castelvetrano, Salemi | TP, PA                     |
| 0925     | Palermo           | Sciacca (AG)                  | | Menfi, Sciacca | AG                         |
| 0931     | Catania           | Siracusa                      | | Augusta, Avola, Floridia, Palazzolo Acreide, Siracusa | SR                         |
| 0932     | Catania           | Ragusa                        | Modica (RG), Vittoria (RG) | Comiso, Modica, Pozzallo, Ragusa, Scicli, Vittoria | RG                         |
| 0933     | Catania           | Caltagirone (CT)              | Gela (CL) | Caltagirone, Gela, Grammichele | CT, CL                     |
| 0934     | Catania           | Caltanissetta                 | | Barrafranca, Caltanissetta, Mussomeli, Pietraperzia | CL, EN                     |
| 0935     | Catania           | Enna                          | | Enna, Leonforte, Piazza Armerina, Regalbuto | EN, ME                     |
| 0941     | Catania           | Patti (ME)                    | | Capo d'Orlando, Furnari, Patti, Sant'Agata di Militello | ME                         |
| 0942     | Catania           | Taormina (ME)                 | | Taormina | ME, CT                     |
| 095      | Catania           | Catania                       | Acireale (CT) | Acireale, Adrano, Bronte, Catania, Giarre, Lentini, Nicolosi, Palagonia, Paternò | CT, ME, SR                 |
| 0961     | Catanzaro         | Catanzaro                     | | Catanzaro, Cropani, Tiriolo | CZ                         |
| 0962     | Catanzaro         | Crotone                       | | Cirò Marina, Crotone, Petilia Policastro | KR                         |
| 0963     | Catanzaro         | Vibo Valentia                 | | Soriano Calabro, Tropea, Vibo Valentia | VV                         |
| 0964     | Catanzaro         | Locri (RC)                    | | Bianco, Gioiosa Ionica, Locri | RC                         |
| 0965     | Catanzaro         | Reggio Calabria               | | Melito di Porto Salvo, Reggio Calabria | RC                         |
| 0966     | Catanzaro         | Palmi (RC)                    | | Palmi, Polistena, Taurianova | RC, VV                     |
| 0967     | Catanzaro         | Soverato (CZ)                 | | Soverato, Badolato, Chiaravalle Centrale | CZ                         |
| 0968     | Catanzaro         | Lamezia Terme (CZ)            | | Lamezia Terme, Maida, Nocera Terinese | CZ, CS, VV                 |
| 0971     | Potenza           | Potenza                       | | Avigliano, Laurenzana, Potenza | PZ                         |
| 0972     | Potenza           | Melfi (PZ)                    | | Melfi, Venosa | PZ                         |
| 0973     | Potenza           | Lagonegro (PZ)                | | Chiaromonte, Lagonegro, Sapri, Lauria | PZ, SA                     |
| 0974     | Potenza           | Vallo della Lucania (SA)      | | Roccagloriosa, Torchiara, Vallo della Lucania | SA                         |
| 0975     | Potenza           | Sala Consilina (SA)           | | Polla, Sala Consilina, Viggiano | SA, PZ                     |
| 0976     | Potenza           | Muro Lucano (PZ)              | | Muro Lucano | PZ                         |
| 0981     | Catanzaro         | Castrovillari (CS)            | | Cassano all'Ionio, Castrovillari, Trebisacce | CS                         |
| 0982     | Catanzaro         | Paola (CS)                    | | Paola | CS                         |
| 0983     | Catanzaro         | Rossano (CS)                  | | Cariati, Corigliano Calabro, Rossano | CS                         |
| 0984     | Catanzaro         | Cosenza                       | | Bisignano, Cosenza, San Giovanni in Fiore, San Marco Argentano, Mendicino | CS, KR                     |
| 0985     | Catanzaro         | Scalea (CS)                   | | Scalea | CS                         |
| 099      | Bari              | Taranto                       | | Fragagnano, Ginosa, Grottaglie, Manduria, Massafra, Taranto | TA                         |

Le suddivisione in compartimenti (21), distretti (232) e aree locali è puramente funzionale al servizio telefonico e non ha alcuna corrispondenza con la suddivisione amministrativa in regioni (20) e province (107) e con i relativi capoluoghi.
Le regioni Veneto, Toscana e Sicilia sono suddivise ciascuna in due compartimenti mentre la Valle d'Aosta e il Molise sono compresi nei compartimenti delle regioni limitrofe (rispettivamente Torino e Pescara). Nel Trentino-Alto Adige la sede è Bolzano e la provincia autonoma di Trento (capoluogo regionale) è compresa nel compartimento di Verona. Nel Friuli-Venezia Giulia la sede è a Trieste ma le province di Udine e Pordenone sono comprese nel compartimento di Venezia. Così anche in Basilicata dove la sede è a Potenza e comprende anche parte della Campania meridionale ma la provincia di Matera rientra nel compartimento di Bari. La sede per l'Abruzzo è inoltre situata a Pescara (e non nel capoluogo regionale L'Aquila). La maggioranza dei comuni della provincia di Massa-Carrara sono compresi nel distretto di La Spezia (0187).
Diversi distretti servono inoltre aree situate in province o anche regioni diverse. Alcuni capoluoghi di provincia non sono sede di distretto (Verbania), e altri non sono neanche sede di area locale (Barletta e Trani).

## Prefissi telefonici con più abbonati
| #  | Prefisso | Province                                                    | Popolazione | Quantità di comuni                                                                              |
| -- | -------- | ----------------------------------------------------------- | ----------- | ----------------------------------------------------------------------------------------------- |
| 1  | 06       | Roma, Latina, Viterbo, Città del Vaticano                   | 3 900 555   | 72: 66 (Roma), 4 (Latina), 1 (Viterbo) e Città del Vaticano                                     |
| 2  | 081      | Napoli, Caserta, Avellino, Salerno                          | 3 678 198   | 138: 92 (Napoli), 20 (Caserta), 12 (Avellino) e 14 (Salerno)                                    |
| 3  | 02       | Milano, Varese, Lodi, Como, Bergamo, Monza e Brianza, Pavia | 3 025 008   | 141: 114 (Milano), 6 (Varese), 8 (Lodi), 4 (Como), 2 (Bergamo), 6 (Monza e Brianza) e 1 (Pavia) |
| 4  | 011      | Torino, Cuneo, Asti                                         | 1 933 665   | 145: 136 (Torino), 3 (Cuneo) e 6 (Asti)                                                         |
| 5  | 080      | Bari, Barletta-Andria-Trani, Brindisi, Taranto              | 1 363 418   | 45: 41 (Bari), 1 (Barletta-Andria-Trani), 2 (Brindisi) e 1 (Taranto)                            |
| 6  | 091      | Palermo                                                     | 1 156 779   | 59: 59 (Palermo)                                                                                |
| 7  | 095      | Catania, Siracusa, Messina                                  | 1 051 678   | 54: 48 (Catania), 3 (Siracusa) e 3 (Messina)                                                    |
| 8  | 030      | Brescia                                                     | 1 005 018   | 124: 123 (Brescia), 1 (Bergamo)                                                                 |
| 9  | 055      | Firenze, Arezzo, Prato                                      | 920 562     | 43: 33 (Firenze), 8 (Arezzo) e 2 (Prato)                                                        |
| 10 | 051      | Bologna, Ferrara                                            | 881 882     | 45: 44 (Bologna) e 1 (Ferrara)                                                                  |
| 11 | 035      | Bergamo, Brescia                                            | 833 742     | 158: 157 (Bergamo), 1 (Brescia)                                                                 |
| 12 | 049      | Padova, Venezia                                             | 822 381     | 74: 71 (Padova) e 3 (Venezia)                                                                   |
| 13 | 045      | Verona                                                      | 791 393     | 77: 77 (Verona)                                                                                 |
| 14 | 010      | Genova, Alessandria                                         | 712 978     | 36: 34 (Genova) e 2 (Alessandria)                                                               |